# Екологічний дизайн

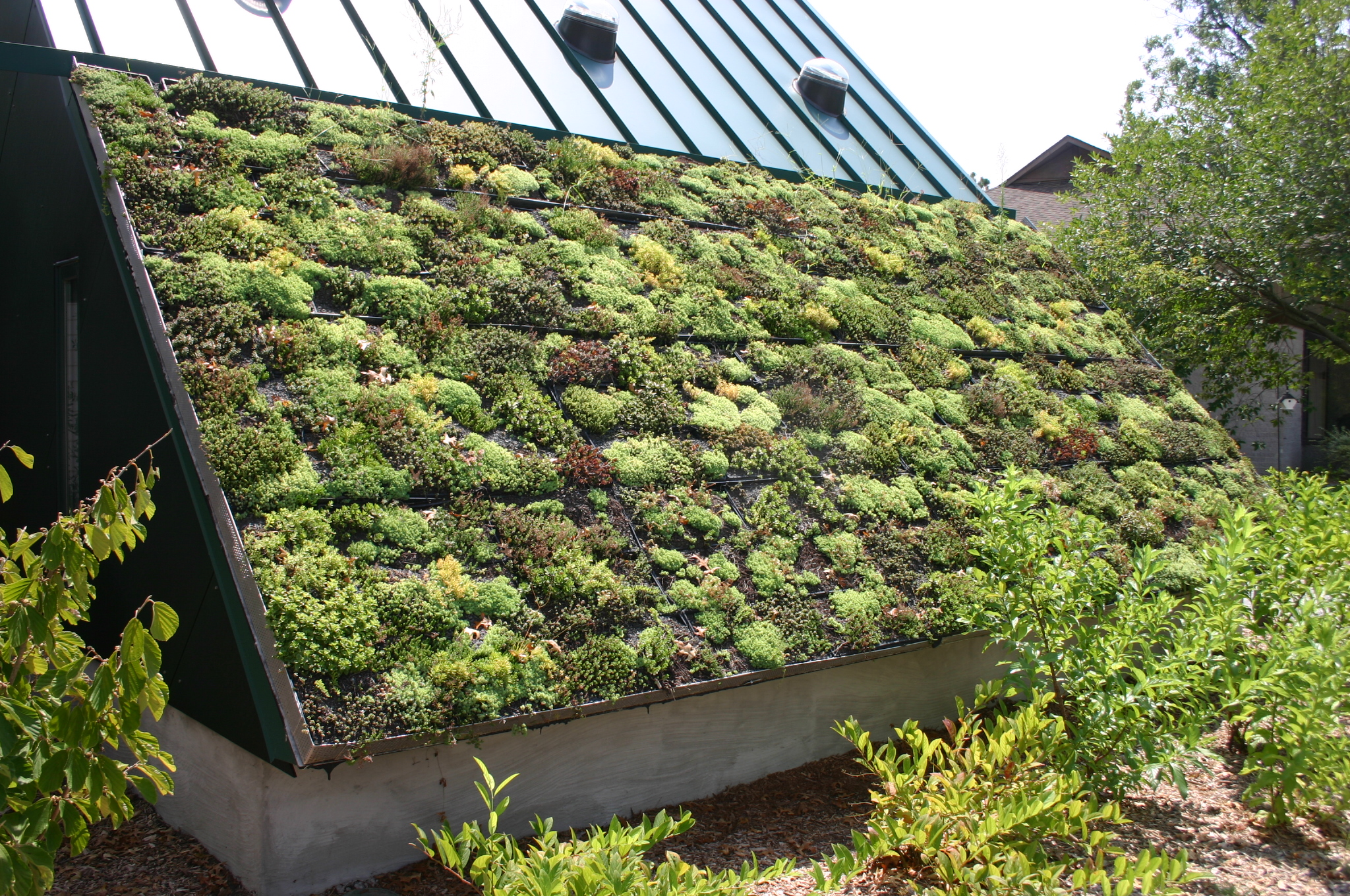
Зелені дахи. Живий музей в Ньюпорт-Ньюс, Вірджинія, США

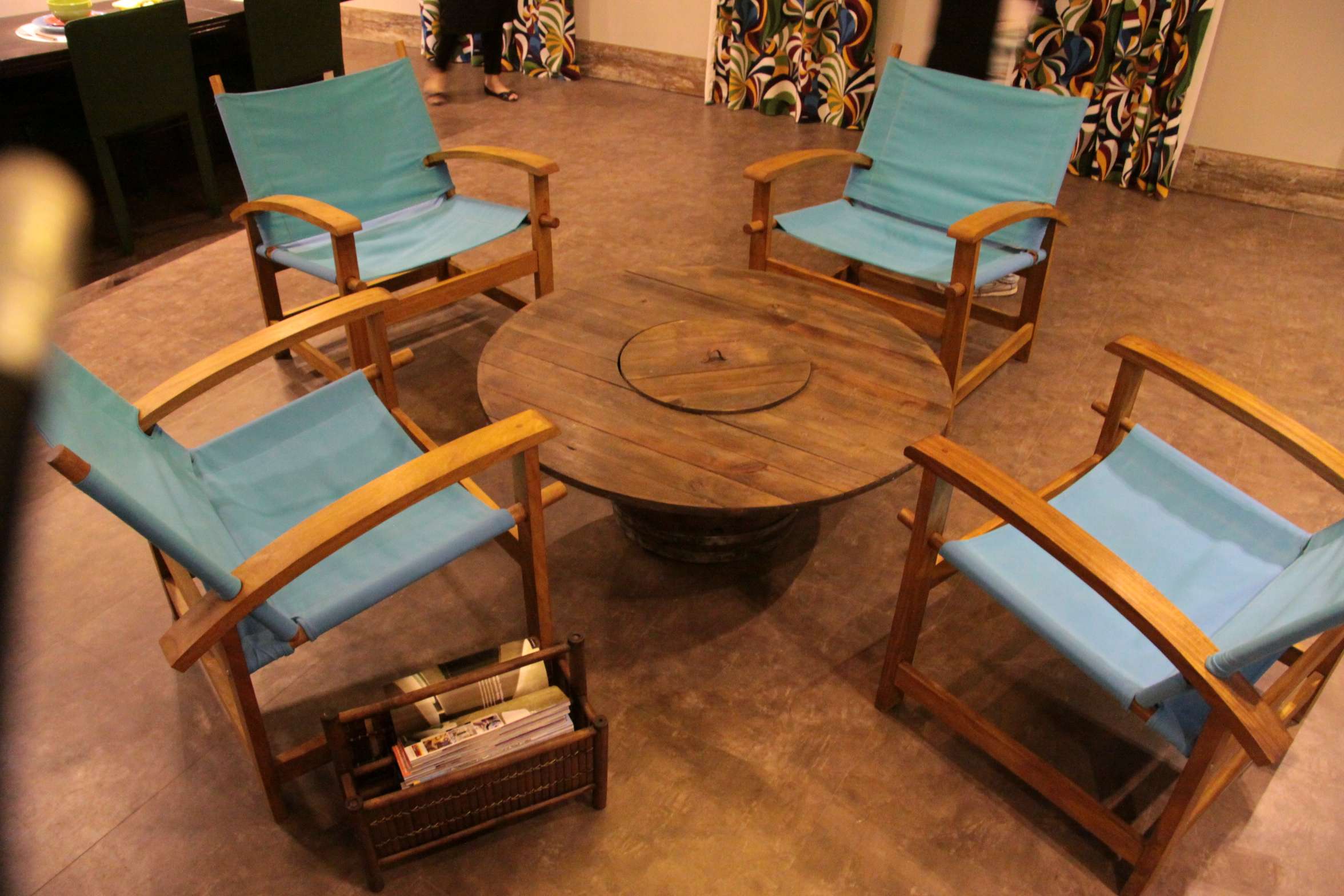
Електрична котушка дроту, перетворена на стіл в Ріо-де-Жанейро

Екологічний дизайн, екодизайн, це напрямок в дизайні, що приділяє ключову увагу охороні навколишнього середовища протягом всього життєвого циклу виробу. У розрахунок беруться, в комплексі, всі сторони створення, використання та утилізації виробів. За визначенням Сім Ван дер Ріна та Стюарта Коуена, це «будь-яка форма дизайну, що зводить до мінімуму екологічно руйнівні впливи за рахунок інтеграції себе з процесами живої природи».

## Теорія
Екологічний дизайн – це інтеграційна, екологічно відповідальна дисципліна в сфері дизайну. Вона допомагає поєднати розпорошені зусилля зеленої архітектури, сталого сільського господарства, екології відновлення та інших напрямків. 
Префікс «еко» використовується приблизно в дев’яти десятках наукових дисциплін, включаючи еко-міста, еко-менеджмент, еко-технології та екотектуру.  Вперше цей префікс використав Джон Баттон в 1998 році. На самому початку розвитку природа екологічного дизайну означала «додавання в»: екологічного чинника до дизайнерського процесу. Але пізніше він сфокусувався на деталях практики екодизайну: продукційна система, або промисловість в цілому. Включаючи до моделей життєвого циклу потоки енергії і матеріалів, екологічний дизайн отримав відношення до нового міждисциплінарного предмету – промислової екології. Промислова екологія означає концептуальні моделі, отримані від природних екосистем, а також структуру для осмислення та створення понять по питаннях довкілля та технологій.
Живі організми існують в різних системах збалансованих симбіотичних стосунків. Екологічний рух кінця ХХ століття ґрунтувався на розумінні того, що порушення цих відносин призводить до серйозного руйнування природних екосистем. Незважаючи на те, що винахід засобів використання чистої енергії врегулював екологічний баланс, зростання населення після промислової революції призвело до аномальних екологічних змін.
Екодизайн, нарівні з очевидними і звичайними вимогами краси, зручності і ціни, приділяє особливу увагу:
- Споживанню ресурсів при проєктуванні, виготовленні, використанні та утилізації.
- Походженню матеріалів. У розрахунок береться безліч аспектів, починаючи з захисту довкілля виробником (постачальником) і закінчуючи дотриманням прав персоналу на підприємствах, підтримкою фермерства тощо. Існує сертифікація різного роду, подібна до тієї, яку здійснює Лісова наглядова рада.
- Безпеці у використанні виробів, відсутність шкоди здоров'ю споживачів (користувачів), зведенню до мінімуму шумів (шумоізоляція), викидів, випромінювання, вібрації тощо.
- Простоті і безпеці використання та утилізації, можливості повторного використання матеріалів з мінімальним екологічним збитком.

Розроблено особливі методики та стандарти, що дозволяють проводити комплексний аналіз всіх цих аспектів.

## Проблеми екологічного дизайну та роль дизайнерів
Після промислової революції багато пропозицій в цій сфері було розвинуто на принципах екологічно нестійкого дизайну. Архітектор-дизайнер Віктор Папанек припустив, що промисловий дизайн було вбито завдяки створенню нових типів постійного сміття і вибору матеріалів і процесів, які забруднюють повітря. З приводу цих проблем Річард Бакмінстер Фуллер продемонстрував, що дизайн міг зіграти центральну роль у визначенні основних світових проблем.
У 1992 році на конференції «Порядок денний 21: Стратегія саміту Землі для спасіння нашої планети» була висунута пропозиція, що в світі відбувається таке виробництво та споживання енергії, що не може бути стійким. В світлі цього дизайнерська професія стає не такою, що розробляє нові продукти, але такою, яка оновлює та переосмислює саму дизайнерську культуру. Теоретик у галузі дизайну Клів Ділнот зазначив, що дизайн стає засобом впорядкування світу, а не просто засобом надання форми товарам. На конференції було підкреслено, що дизайнерам варто кинути виклик проблемам, що постали перед людством. Ці проблеми були означені за шістьма темами: якість життя, ефективне використання природних ресурсів, захист загального надбання людства, управління людськими поселеннями, використання хімічних речовин і управління промисловими відходами, а також сприяння глобальному економічному зростанню.

## Історія
- У 1971 р. ландшафтний архітектор[en] Ян Мак-Харг[en] у книзі «Дизайн з природою» популяризував систему аналізу місцевості для того, щоб скласти повне уявлення про якісні ознаки місця. Мак-Харг надав кожному якісному аспекту місцевості свій шар: історія, гідрологія, топографія, рослинність і т.д. Така система стала основою сучасної геоінформаційної системи (ГІС) – універсального інструмента, якій використовується, зокрема, в природоохороні та практиці проєктування екологічного ландшафту. Пізніше, у 2015 р. ідею багаторівневого аналізу місцевості для створення якісного натуралістичного ландшафтного дизайну, запропонували Томас Райнер та Клаудія Вест.
- 1978 р. Пермакультура. Білл Моллісон та Девід Холмгрен ввели в обіг цей термін для системи проєктування регенеративних антропогенних екосистем.
- 1994 р. Девід Орр[en] у книзі «З думками про Землю: Про освіту, довкілля і перспективу людства» склав серію есе на тему «інтелектуальності екологічного дизайну», та його влади створювати здорові, витривалі, прості та правильні процвітаючі громади.
- 1994 р. Канадські біологи Джон Тодд[en] і Ненсі Тодд в своїй книзі «Від еко-міста до живих механізмів» описують настанови і норми екологічного дизайну.
- 2000 р. Інститут Екоза пропонує Сертифікацію екологічного дизайну,[8] навчаючи дизайнерів створювати дизайн разом з природою.
- 2004 р. Фритьоф Капра[en] в книзі-підручнику з науки про живі системи «Приховані зв’язки: наука для сталого життя»[en] розглянув застосування нового мислення науковцями-природознавцями (біологами) до нашого розуміння соціальної організації.
- 2004 р. Кенні Осабель, що ввів до вжитку слово «біонер», представив книгу «Інструкції з експлуатації природи», де скомпілював особисті історії найвидатніших за новаціями екологічних дизайнерів світу.

## Проєкти
Існують компанії одягу, які використовують деякі методи екологічного дизайну задля зміни майбутнього текстильної промисловості на більш дружнє до довкілля. Це переробка вживаного одягу для зменшення використання ресурсів, використання біодеградуючих текстильних матеріалів для зниження впливу на довкілля, а також використання барвників рослинного походження замість отруйних хімічних речовин для поліпшення зовнішнього вигляду тканини.

### Нова Хвиля (Хай-Лайн)

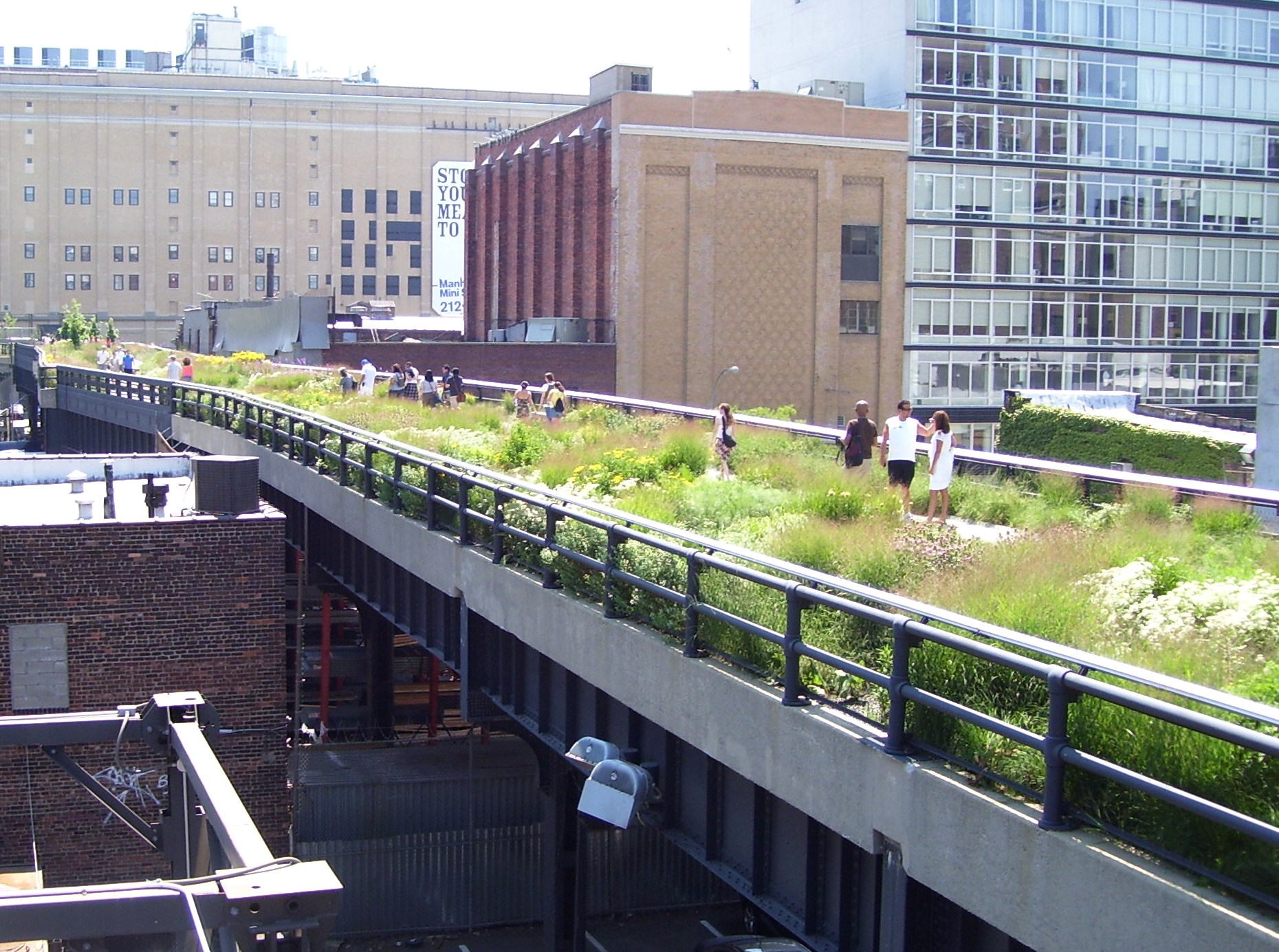
Хай-Лайн, Нью-Йорк

Піт Удольф та його посадки у ландшафтному дизайні, відомі у нас як напрям «Нова Хвиля», сьогодні, напевне, один з найбільш інноваційних підходів до садівництва. Характерний стиль Піта Удольфа – творче втілення природи, яке підкреслює форму, текстуру та природну гармонію рослин. Це результат понад 30 років спостережень і роботи з рослинами, особливо багаторічними. За словами Удольфа, його ідея – не копіювати природу, а передати відчуття природи. Під час роботи над проєктом парку Хай-Лайн Удольф покладався виключно на місцеві рослини регіону. Матриця злаків і багаторічних рослин була використана, щоб передати, як рослини зростають і поєднуються в дикій природі. Сам проєкт Хай-Лайн – це перетворення старої залізничної колії у міський парк. Він приніс відродження в Челсі (район Нью-Йорка), який до цього був занедбаним і перебував в депресивному стані. Проєкт також стимулював розвиток ринку нерухомості вздовж парку.

### Земний корабель (Earthship)

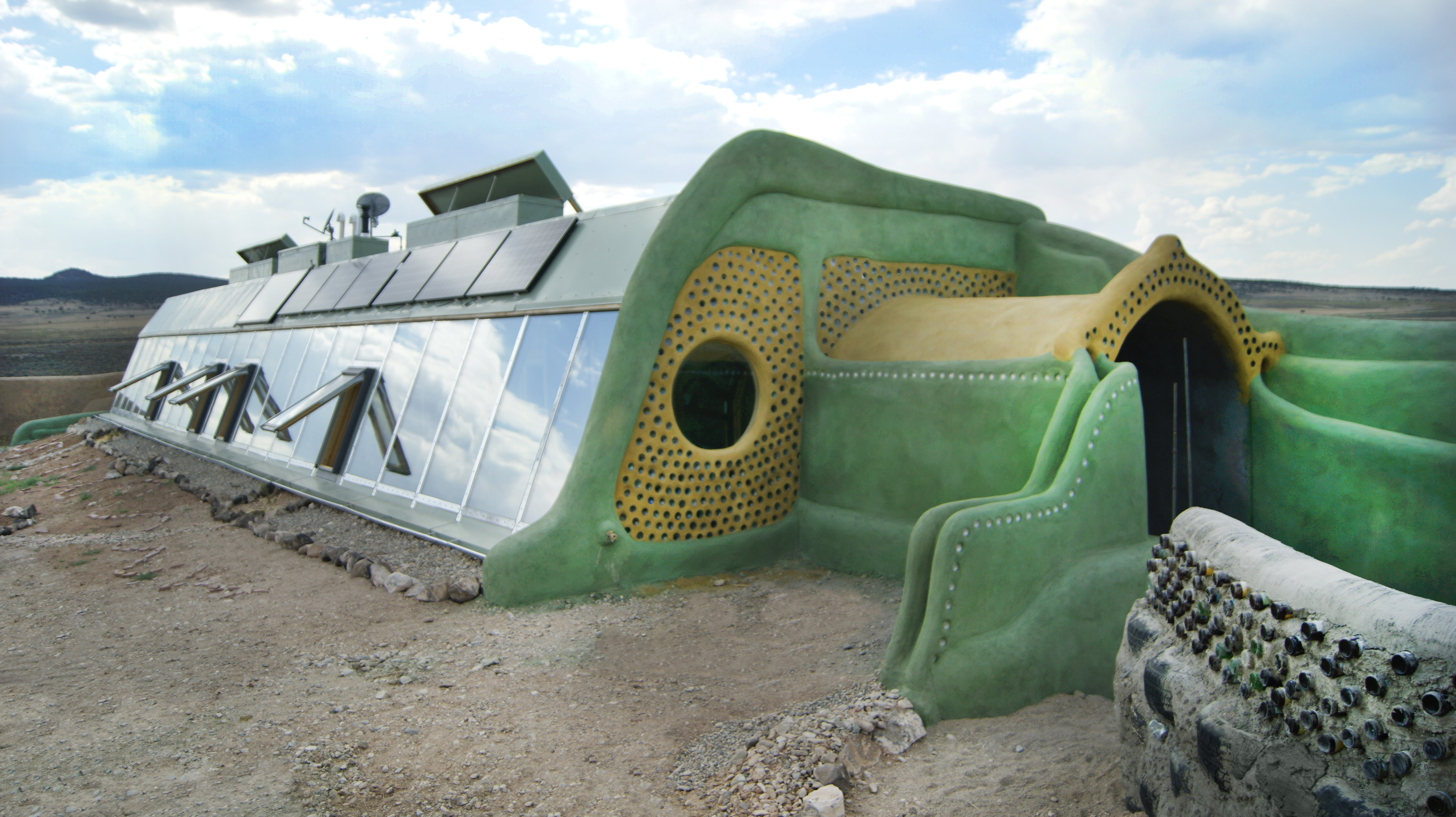
Вигляд південно-східної сторони пасивного будинку Earthship

Earthship: типовий план будівлі

Проєкт «Земний корабель» (дім-човен) є одним з видів пасивного будинку, що побудований з натуральних і повторно використаних (автомобільні шини, набиті землею) будівельних матеріалів. Проєкт такого будинку розроблений і продається компанією «Earthship Biotecture» Майкла Рейнолдса в Таос, Нью-Мексико. Будівля може називатись «Земний корабель» при відповідності певним принципам:
- Термальне або від сонячної енергії опалення та охолодження
- Сонячна і вітрова електроенергія
- Очистка стічних вод
- Матеріали для будівлі або природного походження, або утилізовані (повторного використання)
- Збір води
- Локальне вирощування продуктів харчування[14]

### Екотектура
Екотектура – це одночасно мистецтво і наука дизайну антропогенних систем, які функціонально і естетично інтегровані з природними екосистемами. Переважно цей напрямок зосереджений на системах житлових приміщень, поселень, громад і міст. Проте принципи дизайну, яких можна навчитись через вивчення екосистем, також можуть бути застосовані до транспорту, промисловості, систем зв’язку і навіть економічних і соціальних систем. 
Слово «екотектура» створене через поєднання слів «екологія» (сукупність або структура відносин між живими організмами та навколишнім середовищем) та «архітектура» (мистецтво і наука про будівництво). Також термін екотектура іноді використовується як замінник «екологічного дизайну» або «сталого дизайну». Послідовники напряму вважають, що екотектура має стати наступною парадигмою, або фундаментальним, координуючим поглядом на світ для дизайнерських професій, якщо наша цивілізація планує вижити в 21 столітті.

## Додаткова література
- From Bauhaus to Ecohouse: A History of Ecological Design. By Peder Anker, Published by Louisiana State University Press, 2010. ISBN 0-8071-3551-8.
- Ecological Design. By Sim Van der Ryn, Stuart Cowan, Published by Island Press, 2007. ISBN 978-1-59726-141-8 (2nd ed., 1st, 1996)
- Ignorance and Surprise: Science, Society, and Ecological Design. By Matthias Gross, Published by MIT Press, 2010. ISBN 0-262-01348-7